# آلیترتینوئین
آلترتینوئین یا ۹-سیس-رتینوئیک اسید نوعی ویتامین آ است. همچنین در پزشکی به عنوان یک عامل ضد نئوپلاستیک (ضد سرطان) استفاده می‌شود. آلیترتینوئین یک رتینوئید نسل اول است. این دارو توسط داروسازی لیگند توسعه یافته‌است. لیگاند در فوریه ۱۹۹۹ تأییدیه سازمان غذا و دارو (FDA) برای استفاده پزشکی را دریافت کرد.